# وندن (ساورلاند)
وندن (به آلمانی: Wenden) یک شهر در آلمان است که در اولپه واقع شده‌است. وندن  ۱۹٬۹۶۳ نفر جمعیت دارد.

## خواهرخوانده
شهر دینگل‌اشتت خواهرخواندهٔ وندن (ساورلاند) هست.